# Герб Марьиной Горки
Герб Марьиной Горки — геральдический знак города Марьина Горка и Пуховичского района Минской области Белоруссии.

## Описание
В голубом поле испанского щита на серебряном облаке в золотой мандроле Богородица в красно-голубых одеждах с белым покровом.
Автор герба А. А. Шпунт, художник И. А. Шпунт.
Герб Марьиной Горки и Пуховичского района утверждён решением Пуховичского районного Совета депутатов от 14 июля 2000 года № 45, зарегистрирован в Реестре гербов Республики Беларусь 22 июля 2000 года № 42.

## Символика

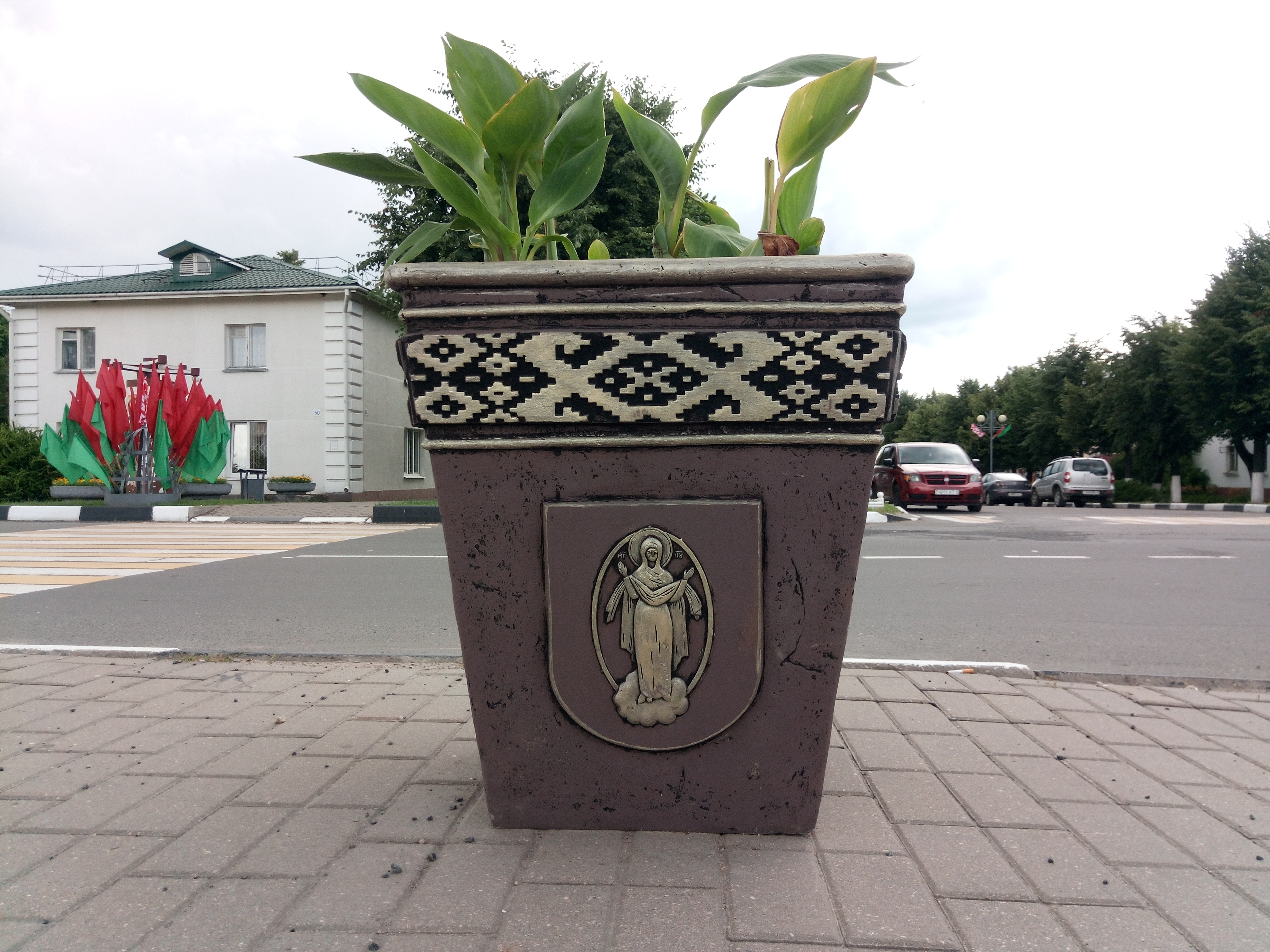
Цветник с гербом города.

Происхождение названия города Марьина Горка уходит в дохристианские времена. По легенде, на возвышенности, некогда расположенной на месте современного города, стояло языческое капище. Здесь поклонялись невесте Солнца, богине-матери, покровительнице деторождения Маре.
Много лет спустя, в 1874 году, в Марьиной Горке — деревне Игуменского повета Минской губернии — была построена церковь Рождества Пресвятой Богородицы. Храм был известен древней иконой «Матерь Божия», особо почитаемой местными жителями.
Праздник православной церкви Покров Пресвятой Богородицы отмечается 1 октября. Он был установлен в память события, произошедшего в Константинополе в середине X веке. Империя вела в это время войну с сарацинами, и городу угрожала смертельная опасность. В указанный день святой Андрей Юродивый и его ученик Епифаний, находясь во Влахернском храме во время всенощного бдения, увидели на воздухе Божию Матерь с сонмом святых, молящуюся о мире и распростершую свой покров (омофор) над христианами. Греки ободрились, и сарацины были отражены. Церковному богослужению в этот день присвоено особое величие. В честь Покрова Божьей Матери существует акафист.